# Grete Krakauer
Grete Wolf Krakauer geb. Wolf (hebräisch גרטה וולף קְרָאקַאוֶר; * 10. Dezember 1890 in Vítkovice (Ostrava), Österreich-Ungarn; † 1970 in Jerusalem) war eine österreichisch-israelische Malerin.

## Leben
Wolf Krakauer wurde in einer relativ assimilierten, bürgerlichen jüdischen Familie geboren. Die Familie zog nach Wien, wo sie eine moderne Ausbildung erhielt und mit den neuesten Ideen in Kunst und Philosophie, wie dem Sozialismus und der Psychoanalyse, vertraut gemacht wurde. Sie studierte Kunst an der Universität für angewandte Kunst Wien. Sie reiste weiter und studierte bei Johannes Itten, Albert Weisgerber und Adolf Hölzel. Ihre erste Einzelausstellung hatte sie 1913 im Kunstsalon Heller in Wien, kurz vor Ausbruch des Ersten Weltkriegs. Sie schloss sich einer avantgardistischen Künstlergruppe, dem Bund der Geistigen, an und lernte ihren späteren Ehemann Leopold Krakauer kennen. Sie wurde für ihre Porträts bekannt, in denen sie führende Persönlichkeiten des Roten Wien malte, und ihre Arbeiten wurden 1922 in die Biennale von Venedig aufgenommen.
1924 zog ihr Mann nach Jerusalem, und sie folgte ihm einige Monate später mit ihrer Tochter Trude. Anstatt sich in der lokalen Kunstszene zu engagieren, setzte sie ihre Karriere in Europa fort, stellte dort ihre Werke aus und reiste häufig dorthin, bis der zunehmende Antisemitismus dies 1932 unmöglich machte. Fast ihre gesamte Familie wurde im Holocaust ermordet, und sie kehrte nach 1932 nur einmal nach Europa zurück.
Im vorstaatlichen Israel (dem Jischuv) gaben zionistische Organisationen wie der Jüdische Nationalfonds und der Keren Hayesod bei Wolf Krakauer Gemälde von Pioniersiedlungen in Auftrag. Sie schuf auch dokumentarische Skizzen über die Verfahren der Peel-Kommission und gründete ein Marionettentheater. Sie reiste viel und ihre Werke wurden in Australien, Südafrika und Thailand sowie in Jerusalem ausgestellt. 1969 erhielt Wolf Krakauer den Jerusalem-Preis für Malerei und Bildhauerei.

## Ausstellungen und Sammlungen
Wolf Krakauer war 2017 in der Ausstellung Die bessere Hälfte. Jüdische Künstlerinnen bis 1938 im Jüdischen Museum Wien zu sehen. Wolf Krakauer war 2018 Gegenstand einer Retrospektive, Grete Wolf Krakauer: From Vienna to Jerusalem im Mishkan Museum of Art in En Charod. Ihr Werk war 2019 Teil der Ausstellung Stadt der Frauen: Künstlerinnen in Wien von 1900 bis 1938 in der Österreichischen Galerie Belvedere.
Ihr Nachlass wurde von ihrer Tochter Trude Dothan in ihrem Haus in Jerusalem aufbewahrt. Nachdem sie jahrzehntelang in Vergessenheit geraten war, wurde sie im Zuge von Smadar Sheffis Doktorarbeit, die 2011 an der Hebräischen Universität Jerusalem eingereicht wurde, wieder in den Kanon der israelischen Kunst aufgenommen. Diese Doktorarbeit war die Grundlage für die Retrospektive 2018 im Mishkan Museum of Art, die Smadar Sheffi kuratierte.